# ديردري بولتون
ديردري بولتون (بالإنجليزية: Deirdre Bolton)‏ هي مذيعة أخبار وصحفية أمريكية، ولدت في 1 يونيو 1964 في Newtown Township, Bucks County, Pennsylvania ‏ في الولايات المتحدة.